# Artur Correia
Artur Manuel Soares Correia (Lisbona, 18 aprile 1950 – Lisbona, 25 luglio 2016) è stato un calciatore portoghese, di ruolo difensore.

## Carriera

### Club
Ha trascorso l'intera carriera nel campionato portoghese.

### Nazionale
Ha collezionato 35 presenze con la maglia della Nazionale.

## Palmarès

### Club

#### Competizioni nazionali
- Campionato portoghese: 5

Benfica: 1971-1972, 1972-1973, 1974-1975, 1975-1976, 1976-1977
- Coppa del Portogallo: 1

Benfica: 1971-1972